# Francuska
La rue Francuska (en serbe cyrillique : Француска), est une rue de Belgrade, la capitale de la Serbie, située dans la municipalité urbaine de Stari grad.

## Parcours
La rue Francuska commence son parcours au niveau de la place Trg Republike ; elle croise ensuite les rues Braće Jugovića puis elle traverse les rues Simina et Gospodar Jevremova. Vers le nord-ouest, elle croise la rue Gospodar Jovanova (à droite) , la rue Strahinjića Banat (sur la droite) ; elle aboutit ensuite dans la rue Cara Dušana.

## Architecture et culture
Le Théâtre national de Belgrade est situé au n° 3 rue Francesca ; le bâtiment a été construit en 1869 sur les plans d'Aleksandar Bugarski, qui était à l'époque l'architecte le plus prolifique de la capitale,. L'église Saint-Alexandre-Nevski de Belgrade a été construite par l'architecte Jelisaveta Načić entre 1912 et 1929, elle est inscrite sur la liste des biens culturels de la Ville de Belgrade. Le club des vétérans, construit entre 1929 et 1939, est inscrit sur la liste des biens culturels de la ville de Belgrade.
Trois maisons, dans la rue, sont elles aussi classés. La maison de Leona Panajot située au n° 5, a été construite Petar Bajalovićć. La maison de Milan Piroćanac, construite en 1884 par Jovan Ilkić, est inscrite sur la liste des biens culturels de la ville de Belgrade. La maison de Nikola Pašić, située au n° 21, construite en 1872, est inscrite sur la liste des biens culturels de la ville de Belgrade.

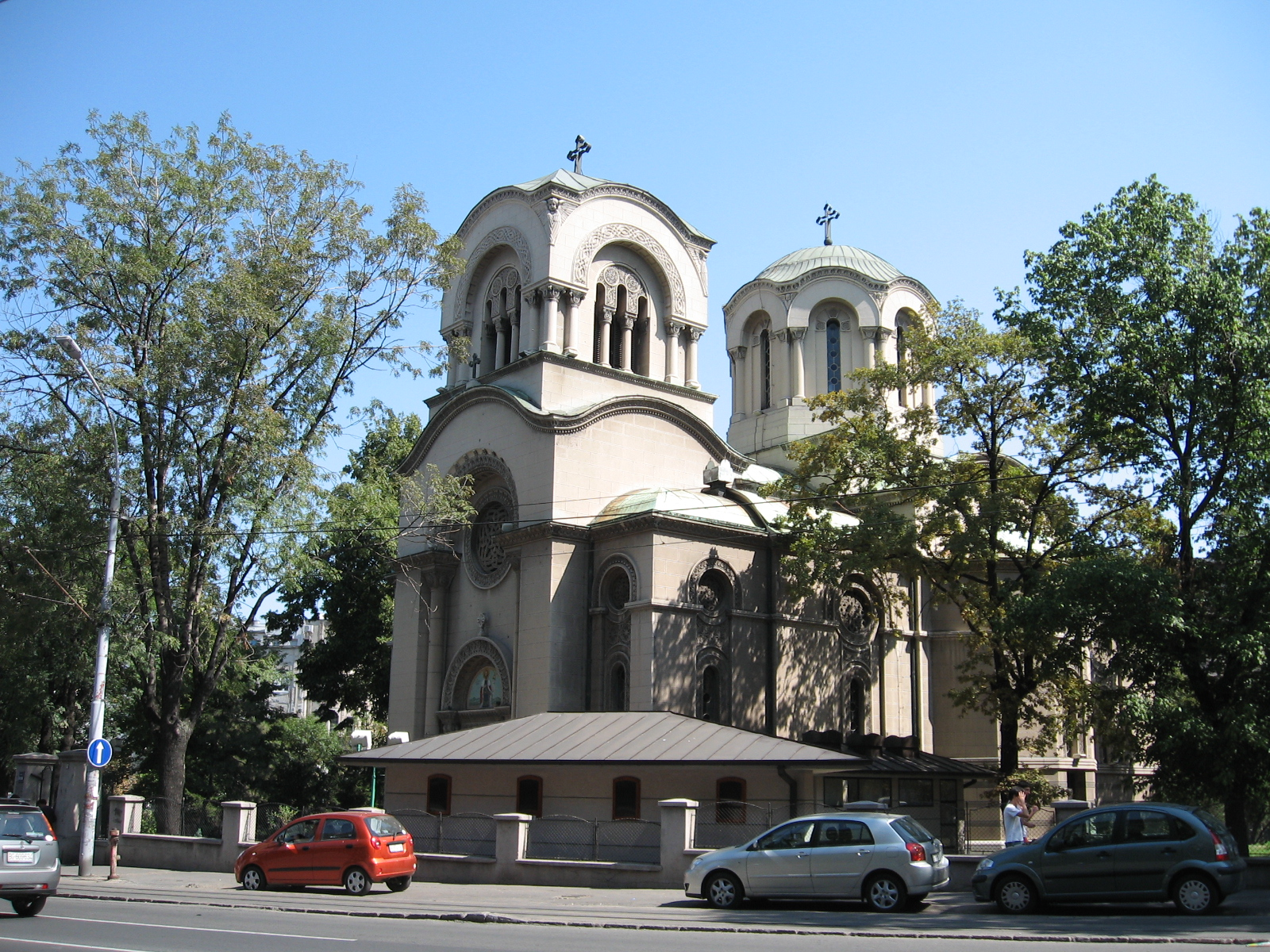
L'église Saint-Alexandre-Nevski de Belgrade
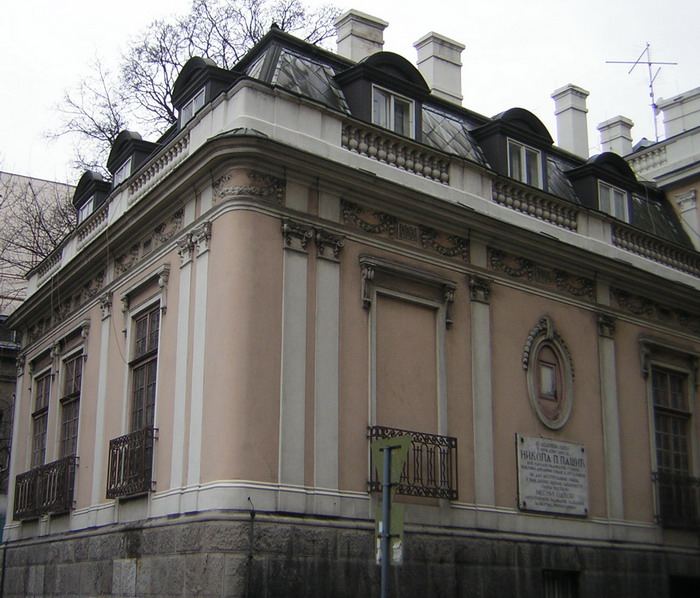
La maison de Nikola Pašić

## Institutions
L'ambassade Grèce est situé au n° 33 de la rue.
L'école élémentaire Skadarlija est située au n° 26 et l'école maternelle Lola au n°32.

## Économie
Le siège de la banque Univerzal banka Beograd se trouve au n° 29 de la rue. La société Broker point Beograd, créée en 1998, a son siège au n° 6.
Deux supermarchés Mini Maxi sont situés dans la rue, aux n° 5 et 32a,.

## Transports
La rue Francuska est desservie par plusieurs lignes de bus de la société GSP Beograd : 24 (Dorćol - Neimar), 26 (Dorćol – Braće Jerković), 37 (Pančevački most – Kneževac) et 44 (Topčidersko brdo – Viline Vode – Dunav Stanica).